# Last of a Dyin' Breed
Last of a Dyin' Breed è il quattordicesimo album in studio dei Lynyrd Skynyrd, pubblicato dalla Roadrunner Records nel 2012.

## Tracce
1. Last of a Dyin' Breed – 3:51 (Gary Rossington, Johnny Van Zant, Rickey Medlocke, Mark Matejka, Dan Serafini, Bob Marlette)
2. One Day at a Time – 3:46 (Rossington, J. Van Zant, Medlocke, Marlon Young)
3. Homegrown – 3:41 (Rossington, J. Van Zant, Medlocke, Blair Daly)
4. Ready to Fly – 5:26 (Rossington, J. Van Zant, Medlocke, Audley Freed)
5. Mississippi Blood – 2:57 (Rossington, J. Van Zant, Medlocke, Jaren Johnston)
6. Good Teacher – 3:07 (J. Van Zant, Donnie Van Zant, Tom Hambridge, Daly)
7. Something to Live For – 4:29 (Rossington, J. Van Zant, Medlocke, John Lowery, Marlette)
8. Life's Twisted – 4:33 (Daly, Jon Lawhon, Chris Robertson)
9. Nothing Comes Easy – 4:13 (Rossington, J. Van Zant, Medlocke, Hambridge)
10. Honey Hole – 4:35 (Rossington, J. Van Zant, Medlocke, Hambridge)
11. Start Livin' Life Again – 4:23 (J. Van Zant, D. Van Zant, Marlette, Lowery)

Durata totale: 45:01

### Tracce Bonus
1. Poor Man's Dream – 4:07 (Rossington, J. Van Zant, Medlocke, Lowery, Marlette)
2. Do It Up Right – 3:56 (Rossington, J. Van Zant, Medlocke, Hambridge)
3. Sad Song – 4:01 (Rossington, J. Van Zant)
4. Low Down Dirty – 3:14 (Rossington, J. Van Zant, Medlocke)

1. Skynyrd Nation (live) – 3:20 (J. Van Zant, Medlocke, Lowery, Marlette)
2. Gimme Three Steps (live) – 4:58 (Allen Collins, Ronnie Van Zant)

## Crediti
- Johnny Van Zant – voce
- Gary Rossington – chitarra
- Rickey Medlocke – chitarra
- Mark Matejka – chitarra
- Peter Keys – piano e tastiera
- The Honkettes (Dale Krantz-Rossington & Carol Chase) - cori
- Greg Morrow – batteria
- Mike Brignardello – basso
- John 5 – chitarra (ospite)
- Jerry Douglas – dobro (ospite)